# ادوارد لاوسون، چهارمین بارون برنهام
ادوارد لاوسون، چهارمین بارون برنهام (انگلیسی: Edward Lawson, 4th Baron Burnham; ۱۶ ژوئن ۱۸۹۰ – ۴ ژوئیهٔ ۱۹۶۳) فرد نظامی اهل بریتانیا بود. وی برندهٔ جوایزی همچون صلیب نظامی و نشان حمام شده‌است.
او مدیر اجرایی یک روزنامه بریتانیایی و افسر ارتش منطقه‌ای بود که در هر دو جنگ جهانی با افتخار خدمت کرد.